# 祁连獐牙菜
祁连璋牙菜（学名：Swertia przewalskii）为龙胆科獐牙菜属下的一个种。

## 扩展阅读
- 維基物種上的相關：祁连璋牙菜